# Akposo (Volk)
Die Akposo sind ein Volk in Togo und Ghana, das auch Kposo, Ikposo oder Akposso genannt wird. 
Ihre Sprache ist das Kposo.
In Ghana leben davon 7.500 bis 8000 Menschen. Der größte Teil der Ethnie lebt zurzeit in Togo, es handelt sich um 155.000 bis 172.000 Menschen. Die von ihnen gesprochene Sprache heißt Ikposo.